# Canzoni del secondo piano
Canzoni del secondo piano (Sånger från andra våningen) è un film del 2000 diretto da Roy Andersson, vincitore del premio della giuria al 53º Festival di Cannes.

## Riconoscimenti
Guldbagge - 2001
Miglior film
Miglior regista a Roy Andersson
Migliore sceneggiatura a Roy Andersson
Migliore fotografia a István Borbás e Jesper Klevenås